# Nagyhársas
Nagyhársas (1899-ig Nagy-Lipnik, szlovákul: Veľký Lipník) község Szlovákiában, az Eperjesi kerület Ólublói járásában.

## Fekvése
Ólublótól közúton 16 km-re északnyugatra, a lengyel határ mellett, a Szepesi-Magura legfestőibb völgyében, a Kamienka-völgyben fekszik.

## Története
A 13. század második felében, a tatárjárást követően a soltész telepítés idején keletkezett. A települést 1314-ben Károly Róbert király adománylevelében említik először, amikor a birtokot a Görgey családnak adja.
1314-ben „Lypnice”, 1330-ban „Lupnyk”, 1338-ban „Fel Lwpnyk” néven említik. 1567-ben a vlach jog alapján Halicsból betelepített ruszinokkal növekedett lakossága. 1598-ban 17 háza volt. A 17. században a Mattyasovszky család zálogbirtoka, majd a Palocsay-Horváth család volt a birtokosa. A 18. században a szepesi káptalan birtoka. 1787-re 142-re nőtt házainak száma.
A 18. század végén Vályi András így ír róla: „LIPNIK. Orosz falu Szepes Várm. földes Ura Szent Iványi, és több Uraságok, lakosai katolikusok, és ó hitűek, fekszik Harihóczhoz nem meszsze, és annak filiája, határja ollyan mint Harihóczé.”
Házainak száma 1822-re 199-re növekedett. Lakói mezőgazdasággal, állattartással, pásztorkodással foglalkoztak. A pásztor hagyományokat jeleníti meg a község címere is, mely juhot ábrázol. A 19. századtól kézművességgel is kezdtek foglalkozni, különösen a szőnyeg, vászon és ruhaszövés, valamint a vándordrótosság terjedt el a nép körében. A községben fűrésztelep és mészégető is üzemelt. 1831-ben kolerajárvány pusztított a községben.
Fényes Elek 1851-ben kiadott geográfiai szótárában így ír a faluról: „Lipnik, orosz falu, Szepes vármegyében, Haligoczhoz 1 1/2 órányira keletre: 91 római, 1220 görög kath., 8 evang., 27 zsidó lak., kik gyolcsot szőnek, s avval kereskednek. Van g. kath. anyatemplom, és savanyuvíz-forrása. F. u. b. Palocsay Horváth.”
A század végétől lakói közül sokan vándoroltak ki a tengerentúlra. A trianoni diktátum előtt Szepes vármegye Szepesófalui járásához tartozott.
1945 után néhány család Ukrajnába települt át.

## Népessége
| Év:            | 1994. | 2004.   | 2014.   | 2024.   |
| -------------- | ----- | ------- | ------- | ------- |
| Emberek száma: | 980   | 1010    | 977     | 895     |
| Eltérés:       |       | +3,06 % | -3,26 % | -8,39 % |

| Év:            | 2023. | 2024.   |
| -------------- | ----- | ------- |
| Emberek száma: | 901   | 895     |
| Eltérés:       |       | -0,66 % |

1910-ben 845, túlnyomórészt ruszin lakosa volt.
2001-ben 1010 lakosából 913 szlovák és 73 ruszin volt.
2011-ben 984 lakosából 828 szlovák és 134 ruszin.

## Nevezetességei
- Szent Mihály arkangyalnak szentelt görög katolikus temploma 1794-ben épült barokk-klasszicista stílusban, 1930-ban építették át. Az eredetileg ortodox templomot óorosz típusú barokk toronysisak és 17. századi ikonosztáz díszíti.